# Стенбок, Хедвиг
Хедвиг Стенбок (швед. Hedvig Stenbock, полное имя Hedvig Eleonora Stenbock; 1655—1714) — шведская дворянка, графиня.

## Биография
Родилась 29 марта 1655 года в семье графа Эрика Стенбока, потомка Катарины Стенбок, и его жены Катарины фон Шверин (Catharina von Schwerin); была сестрой Магдалены Стенбок.
Хедвиг получила отличное образование, говорила на французском, немецком и итальянском языках, что привело её к должности придворной леди (фрейлины) королевы. Хедвиг Стенбок стала центром нескольких конфликтов при дворе королевы, в которых она отстаивала свою честь.
Хедвиг Стенбок 15 июня 1689 года вышла замуж за шведского архитектора и придворного Никодемуса Тессина, у них был сын Карл Тессин.
Умерла 6 декабря 1714 года.
В память о Хедвиг Стенбок шведский медальер Карл Гедлингер изготовил медаль.